# NPa Grajaú (P-40)
O NPa Grajaú (P-40) é uma embarcação da Marinha do Brasil, da Classe Grajaú, que exerce a função de navio-patrulha.

## Missão
Encomendado em setembro de 1990, como parte do segundo lote de duas unidades da classe, construído no Arsenal de Marinha do Rio de Janeiro, com projeto do estaleiro estaleiro Vosper-QAF de Singapura.
Foi lançado ao mar em 21 de maio de 1993 e incorporado na Armada em 1 de dezembro desse ano.
Navega sob o lema: "Siri Valente". Foi um dos meios utilizados nas buscas dos destroços do voo AF 447.

## Origem do nome
É a segunda embarcação da Armada com este nome, em homenagem a um riacho homônimo do antigo Distrito Federal.
O primeiro barco foi o caça-submarino, CS Grajaú (G-7), que atuou na Segunda Guerra Mundial.

## Características
- Deslocamento :197 ton (padrão), 217 ton (carregado)
- Dimensões (metros): comprimento 46,5 m; largura 7,5m; calado 2,3m
- Velocidade (nós): 26 (máxima)
- Propulsão: 2 motores diesel MTU 16V 396 TB94 de 2.740 bhp cada
- Combustível: 23 toneladas de capacidade
- Autonomia : 4.000 km a 12 nós; 10 dias em operação contínua
- Sistema Elétrico: 3 geradores diesel no total de 300 Kw.
- Armamento:
  - 1 canhão Bofors L/70 40mm com 12 km de alcance
  - 2 canhões Oerlikon 20mm com 2 km de alcance, em dois reparos simples.
- Tripulação: 29 homens
- Equipamentos:
  - 1 lancha tipo (RHIB), para 10 homens;
  - 1 bote inflável para 6 homens;
  - 1 guindaste para 620 kg.